# Calabasas
Calabasas, fundada en 1991, es una ciudad ubicada en el condado de Los Ángeles en el estado estadounidense de California. En el año 2020 tenía una población de 23,241 habitantes y una densidad poblacional de 590,3 personas por km².

## Celebridades
Aquí fallecieron Kobe Bryant y Lisa Marie Presley.

## Toponimia
El topónimo correcto en castellano, Calabazas, es de origen español. Fue el nombre que se le dio a una ranchería en Los Ángeles en 1795. En castellano, calabaza se refiere al fruto de la planta de calabaza, familia de las cucurbitáceas.

## Geografía
Según la Oficina del Censo, la ciudad tiene un área total de 34,07 km² (13,2 mi²), de la cual 33,94 km² (13,1 mi²) es tierra y 0,13 km² (0,1 mi²) (0.39 %) es agua.

### Localidades adyacentes
El siguiente diagrama muestra a las localidades en un radio de 8 kilómetros (5 mi).

## Demografía
Según la Oficina del Censo en 2007 los ingresos medios por hogar en la localidad eran de 104 935 dólares, y los ingresos medios por familia eran de 122 482 dólares. Los hombres tenían unos ingresos medios de 87 049 dólares frente a los 46 403 dólares para las mujeres. La renta per cápita para la localidad era de 48 189 dólares. Alrededor del 2,0 % de la población estaba por debajo del umbral de pobreza.
Aquí vive gran parte de las celebridades de Hollywood, como la familia Kardashian-Jenner.